# Epimecis benepicta
Epimecis benepicta är en fjärilsart som beskrevs av W. Warren 1906. Epimecis benepicta ingår i släktet Epimecis och familjen mätare. Inga underarter finns listade i Catalogue of Life.